# (523757) 2014 WH509
(523757) 2014 WH509 ist ein großes transneptunisches Objekt im Kuipergürtel, das bahndynamisch als nahes oder erweitertes Scattered Disc Object (DO oder SDO) oder als Cubewano eingestuft wird. Aufgrund seiner Größe ist der Asteroid ein Zwergplanetenkandidat.

## Entdeckung
2014 WH509 wurde am 21. November 2014 von einem Astronomenteam bestehend aus B. Gibson, T. Goggia, N. Primak, A. Schultz und M. Willman im Rahmen des Pan-STARRS-Projekts mit dem 1,8-m-Ritchey-Chretien-Teleskop (PS1) am Haleakalā-Observatorium (Maui) entdeckt. Die Entdeckung wurde am 17. Juli 2016 bekanntgegeben, der Planetoid erhielt am 25. September 2018 von der IAU die Kleinplanetennummer 523757.
Nach seiner Entdeckung ließ sich 2014 WH509 auf Fotos bis zum 19. Dezember 2001, die im Rahmen des Near-Earth-Asteroid-Tracking-Programmes am Palomar-Observatorium gemacht wurden, zurückgehend identifizieren und so seinen Beobachtungszeitraum um 13 Jahre verlängern, um so seine Umlaufbahn genauer zu berechnen. Im Oktober 2018 lagen insgesamt 178 Beobachtungen über einen Zeitraum von 17 Jahren vor. Die bisher letzte Beobachtung wurde im Februar 2018 wiederum am Pan-STARRS-Teleskop durchgeführt. (Stand 26. Februar 2019)

## Eigenschaften

### Umlaufbahn
2014 WH509 umkreist die Sonne in 291,38 Jahren auf einer leicht elliptischen Umlaufbahn zwischen 36,20 AE und 51,70 AE Abstand zu deren Zentrum. Die Bahnexzentrizität beträgt 0,176, die Bahn ist 18,19° gegenüber der Ekliptik geneigt. Derzeit ist der Planetoid 46,05 AE von der Sonne entfernt. Das Perihel durchlief er das letzte Mal 1962, der nächste Periheldurchlauf dürfte also im Jahre 2254 erfolgen.
Marc Buie (DES) klassifiziert den Planetoiden als erweitertes SDO (ESDO bzw. DO) oder SDO, während das Minor Planet Center ihn als Nicht-SDO und allgemein als «Distant Object» einordnet. Das Johnston’s Archive führt ihn dagegen als Cubewano auf, wobei er zu den bahndynamisch «heißen» klassischen KBO gehören würde.

### Größe
Derzeit wird von einem Durchmesser von etwa 468 km ausgegangen, basierend auf einem Rückstrahlvermögen von 7 % und einer absoluten Helligkeit von 5,3 m. Ausgehend von einem Durchmesser von 468 km ergibt sich eine Gesamtoberfläche von etwa 688.000 km2. Die scheinbare Helligkeit von 2014 WH509 beträgt 21,61 m.
Da anzunehmen ist, dass sich 2014 WH509 aufgrund seiner Größe im hydrostatischen Gleichgewicht befindet und somit weitgehend rund sein muss, sollte er die Kriterien für eine Einstufung als Zwergplanet erfüllen. Mike Brown geht davon aus, dass es sich bei 2014 WH509 um möglicherweise einen Zwergplaneten handelt.
| Jahr                                         | Abmessungen km | Quelle   |
| -------------------------------------------- | -------------- | -------- |
| 2018                                         | 404,0          | Johnston |
| 2018                                         | 468,0          | Brown    |
| Die präziseste Bestimmung ist fett markiert. |                |          |